# Mary Brewster Hazelton
Mary Brewster Hazelton (født 23. november 1868; død 13. september 1953) var en amerikansk portrætmaler.
Hazelton gik på School of the Museum of Fine Arts i Boston(en), hvor hun senere blev instruktør. Hun er den første kvinde som modtog en pris der var åben for både mænd og kvinder i USA, da hun 1896 fik Hallgarten-prisen fra National Academy of Design.
Hazelton levede livet igennem med to søstre i familiehjemmet, som blev kaldt "Clapp House" og "Hazelton House".
1952 fik hun et slagtilfælde der gjorde at hun måtte male med venstre hånd. Hun døde året efter på Newton-Wellesley Hospital.
| - Værker af Mary Brewster Hazelton - To søstre ved et klaver, 1894 Two Sisters at a Piano - Canal Grande i Venedig, 1900 Venice Grand Canal - Kvinde i hvidt, 1906 Woman in White - Brevet, 1912/1915? The Letter, for hvilket hun 1916 modtog Newport Art Prize - Sollyset om sommeren, 1912 Summer Sunlight - Vægmalerier, 1912 Wellesley Hills Congregational Church murals - Paul Azan, 1918 Paul Jean Louis Azan, 1918 - Mor og barn, 1921 Mother and Child - Barn med legetøj, 1922 Child with Toys - John Warren, 1934 Kirurgen John Warren (en) (1753-1815) |